# Köllnbach (Adelsgeschlecht)

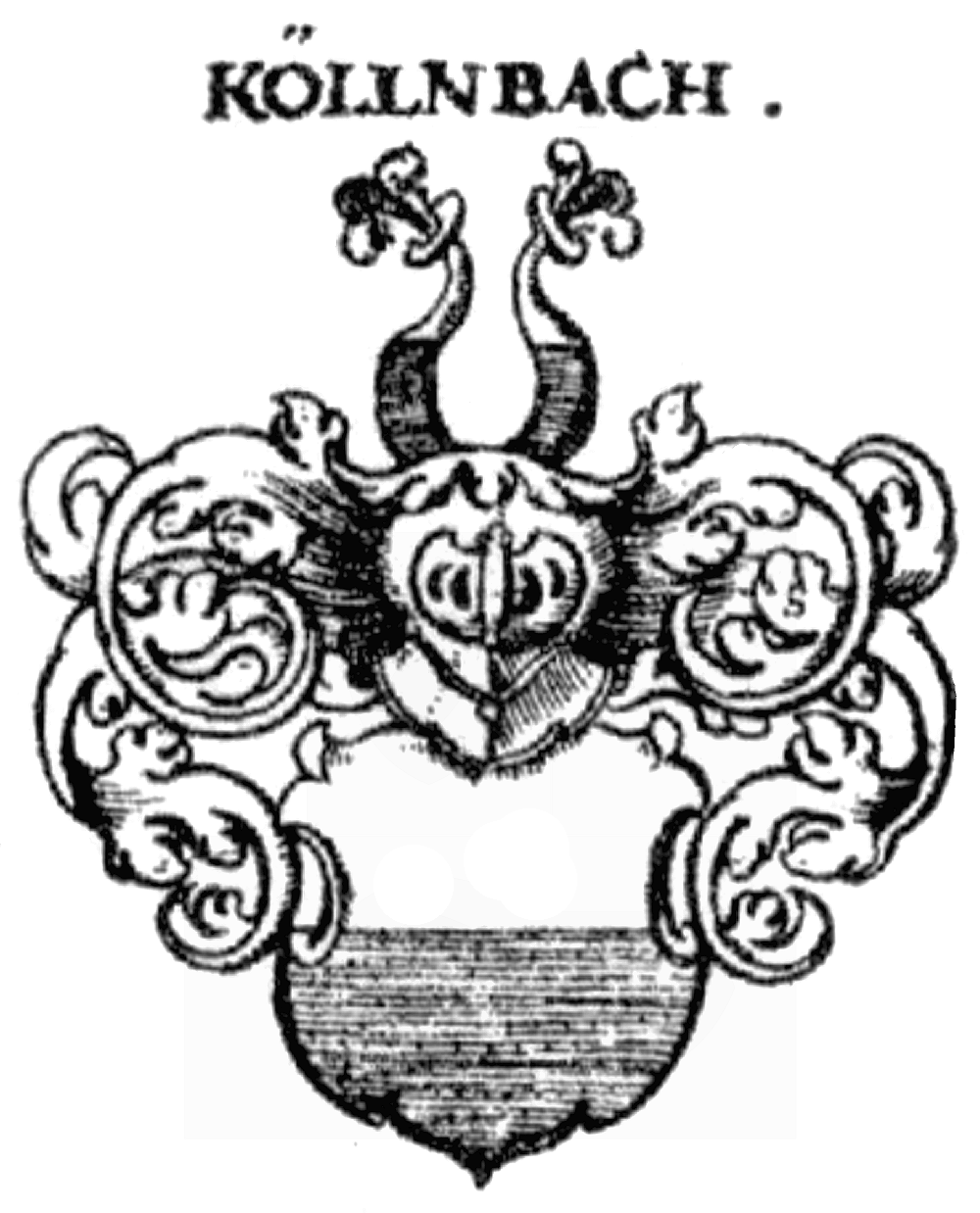
Stammwappen derer von Köllnbach bei Johann Siebmacher

Köllnbach (auch Chölnpach, Kolnpecken, Kölnpeck oder Kölnböck genannt) ist der Name eines zum Uradel zählenden Adelsgeschlechts, das aus Altbayern stammte und ab Ende des 15. Jahrhunderts auch in Österreich ob der Enns ansässig war. Die Familie ist 1712 im Mannesstamm erloschen.

## Geschichte

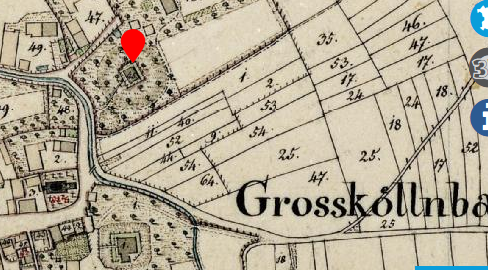
Lage des Turmhügels Großköllnbach auf dem Urkataster von Bayern

Die Herren von Köllnbach stammen aus Großköllnbach, heute ein Gemeindeteil des niederbayerischen Marktes Pilsting im Landkreis Dingolfing-Landau. Als ihr frühester nachweisbarer Vertreter gilt Adilbero de Cholnbach, der 1112 auftritt. Manche Angaben könnten sich allerdings auch auf den Ort Oberköllnbach im Landkreis Landshut beziehen. Die Herren von Köllnbach gelten als das älteste der im Ort Großköllnbach ansässig gewesenen Adelsgeschlechter. Ihr ältester bekannter Sitz war der Turmhügel Großköllnbach, und 1365 erscheint auch ein Pernhart der Kölnbeck zu Kölnpach bei dem Thurm. Die traditionelle Grablege der Herren von Köllnbach befand sich in der Pfarrkirche Pilsting.
Die Herren von Köllnbach sind seit 1347 in Niederbayern als landständischer Adel nachgewiesen. Besonders im 14. und 15. Jahrhundert genossen sie hohes Ansehen, bekleideten hohe Ämter und dienten den bayerischen Herzögen als Geldgeber und Berater. Laut der Landtafel von 1440 gehörte von den vier Herrensitzen in Großköllnbach einer Achaz von Khölnbach, während auf einem anderen sein Vetter Jörg Kollenpeck saß, der 1448 auch Landrichter und Pfleger in Leonsberg wurde. Ebenfalls ein Jörg erscheint noch im Jahr 1488 als richter von grossen Köllnpach. Ein anderer Angehöriger der Familie, Andreas Kölnböck von Kölnbach, hinterließ einen Sohn namens Andreas († 1526), der um 1480 nach Österreich ob der Enns ging, wo seine Nachkommen bis 1712 lebten (siehe unten).
Um 1450 begannen die Herren von Köllnbach, ihre Besitzungen in Großköllnbach zu veräußern und das Dorf zu verlassen. So verkauften die Erben des Jörg Kollenpeck ihren Sitz zunächst an das Ministerialengeschlecht der Schaftholdinger, von denen er im Jahr 1494 an das Kloster Osterhofen weiterverkauft wurde. Der letzte männliche Vertreter dieses Geschlechtes in Bayern scheint jener Balthasar von Kölnbach gewesen zu sein, der in der Zeit um 1500 lebte. Zunächst ließ er sich in Thürnthenning nieder, wo das Geschlecht seit 1447 einen Sitz innehatte, und lebte später in Dingolfing, wo er 1568 verstarb. An der südlichen Außenseite der Stadtpfarrkirche St. Johannes erinnert ein Epitaph an ihn. Balthasar von Kölnbach war verheiratet mit Ursula von Stinglheim. Eine unverheiratete Tochter der beiden lebte auf Schloss Thürnthenning, nach ihrem Tod ging ihr Vermögen auf die Stinglheim über.
Der beim Tod seines Vaters noch unmündige Andreas Kölnböck († 1526) ging nach Oberösterreich, nachdem er durch seine Vormünder sein ererbtes Vermögen verloren hatte und gezwungen war, in Fugger’sche Handelsdienste zu treten. Auf diese Weise kam er nach Freistadt im Mühlviertel, wo er 1484 die reiche Bürgerswitwe Katharina Strobl, geb. Schmidtleuthnerin, heiratete. Nach ihrem Tod vermählte er sich ein zweites und ein drittes Mal. Diese Heiraten schafften ihm die Grundlagen seines Reichtums. Im Jahr 1500 wurde er Bürger in Steyr, 1507 dort zum Stadtrichter und zwischen 1509 und 1524 mehrmals zum Bürgermeister gewählt.

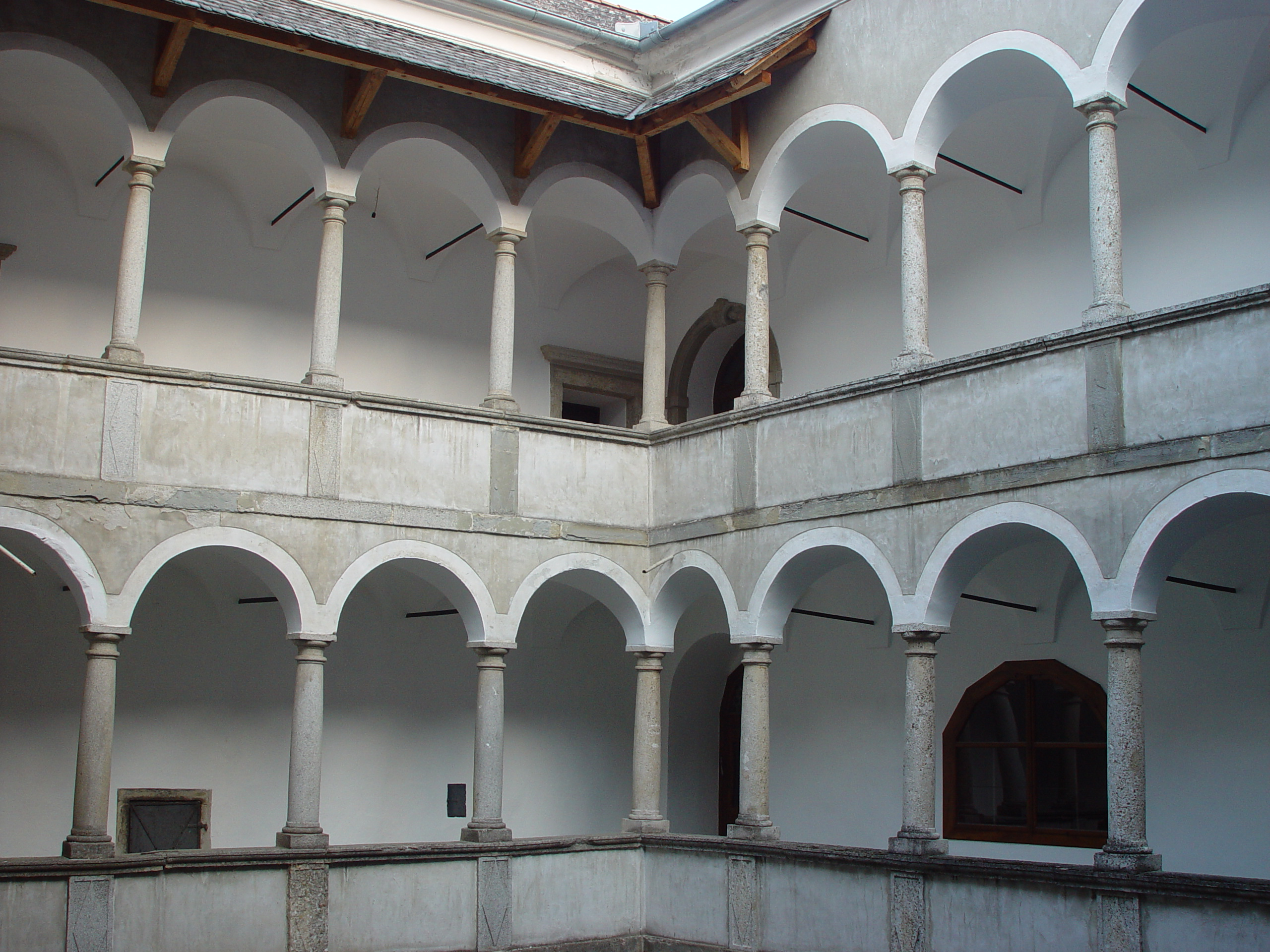
Der Innenhof von Schloss Salaberg mit den Arkaden

Sein einziger Sohn Nikolaus erhielt 1538 von Kaiser Karl V. eine Adelsbestätigung und 1562 von Kaiser Ferdinand I. eine Wappenbesserung. Er erwarb mehrere Herrschaften in Oberösterreich, so in Ottsdorf, Hildprechting und in Thalheim, ferner die in Niederösterreich gelegene Burg Salaberg mit der Vogtei Haag. Die Familie baute Salaberg in der Folge zu einem repräsentativen Renaissanceschloss aus. Christoph Ernst von Kölnböck zu Ottsdorf war Pfleger der Herrschaft Schwertberg und von 1623 bis 1635 Inhaber von Schloss Poneggen.
Johannes von Kölnböck, der Sohn des bereits genannten Nikolaus, kaufte die ebenfalls in Niederösterreich gelegene Herrschaft Niederwallsee. Der jüngste Sohn, Nimrod, der auch die Herrschaft Hehenberg erwarb, begeisterte sich hingegen sehr für Alchimie und gab im Verlauf von 31 Jahren sein ganzes Vermögen für alchimistische Studien und Experimente aus. Einen grellen Gegensatz zu seiner prunkvoll gefeierten Hochzeit bildete sein ärmliches Begräbnis zu Enns im Jahre 1620. Er und seine 1616 verstorbene Gemahlin Salome sind in der Pfarrkirche Sindelburg bestattet, wo sich ihre Grabplatten seit 1990 in der alten Sakristei befinden. Mit seinem Enkel Wolf Ehrenreich von Kölnböck starb das Geschlecht 1712 im Mannesstamm aus.

## Wappen
- Blasonierung des Stammwappens: Silber über Schwarz geteilt. Auf dem Helm zwei Silber über Schwarz geteilte Büffelhörner, in den Mündungen mit je drei Straußenfedern (silbern-schwarz-silbern) besteckt. Die Helmdecken sind schwarz-silbern.
- Gebessertes Wappen von 1562: Geviert; 1 und 4 geteilt von Silber und Schwarz (= Stammwappen); 2 und 3 in Gold ein schwarzer Steinbockkopf. 2 gekrönte Helme, darauf I zwei von Silber und Schwarz geteilte Büffelhörner, in den Mündungen besteckt mit drei Pfauenfedern schwarz-silbern-schwarz; II der Steinbock wachsend. Decken: schwarz-silbern, schwarz-golden.[8]

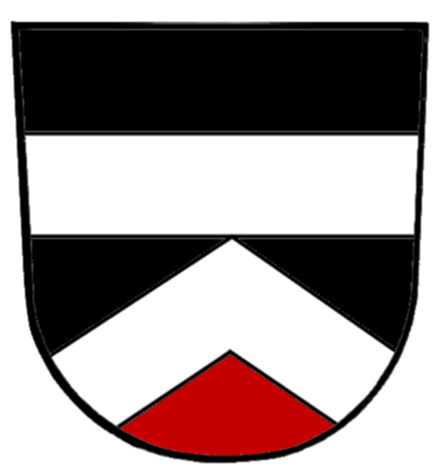
Wappen der ehemaligen Gemeinde Großköllnbach

Das Gemeindewappen der bis 1978 selbstständigen Gemeinde Großköllnbach nahm ebenfalls auf das von Silber und Schwarz geteilte Stammwappen der Herren von Köllnbach Bezug.